# Die Österreichische Hausfrau
Die Hausfrau war eine österreichische Monatszeitschrift, die zwischen 1925 und 1938 in Wien erschien. Sie führte die Nebentitel Offizielles Organ der Reichsorganisation der Hausfrauen Österreichs (Rohö) und hieß ab 1933 Die Österreichische Hausfrau. Zur Redaktion zählten Rosine Obermüller, Eugenie Benisch-Darlang und Wilhelm Schay. Vorgänger der Zeitschrift war von 1921 bis 1925 das Rohö-Flugblatt.